# 偶联反应
偶联反应，也写作耦合反應、偶合反应或耦联反应，是两化学实体（或单位）结合生成一分子的有机化学反应。狭义的偶联反应是涉及有机金属催化剂的碳－碳键形成反应，根据类型的不同，又可分为交叉偶联和自身偶联反应。在偶联反应中有一类重要的反应，RM（R＝有机片段；M＝主基团中心）与R'X的有机卤素化合物反应，形成有新碳－碳键的产物R－R'。
根岸英一、铃木章与理查德·赫克开发钯催化偶联反应，贡献突出，共同獲授2010年度诺贝尔化学奖。
偶联反应大体可分为两种类型：
- 交叉偶联反应：两种不同片段连接成一分子，如溴苯（PhBr）与乙烯形成苯乙烯(PhCH=CH2)。
- 自身偶联反应：相同的两片段形成一分子，如碘苯（PhI)自身形成联苯（Ph－Ph)。

## 机理
偶联机理通常起始于有机卤代烃和催化剂氧化加成；第二步是另一分子与其转移金属化，将待偶联的两分子接于同一金属中心；最后一步是还原消除，待偶联的两分子结合在一起形成新分子并再生催化剂。不饱和的有机基团在加合一步速度更快，通常易于偶联。中间体通常不倾向β-氢消除。
一项计算化学研究中表明，不饱和有机基团更易于在金属中心偶联。还原消除的速率高低如下：
乙烯基－乙烯基＞苯基－苯基＞炔基－炔基＞烷基－烷基
不对称的R－R′形式偶联反应，其活化能垒与反应能量与相应的对称偶联反应R－R与R′－R′的平均值相近，如：乙烯基－乙烯基＞乙烯基－烷基＞烷基－烷基。
另一种假说认为，水溶液偶联反应其实是通过自由基机理，而不是金属－参与机理。

### 催化剂
偶联反应最常用的金属催化剂是钯催化剂，有时也用镍与铜。四（三苯基膦）钯是常用的钯催化剂。钯催化的有机反应有许多优点，如：官能团的耐受性强，有机钯化合物对水和空气甚穩定。
如下一些关于钴催化的偶联反应的综述，钯和镍介导的反应以及它们的用途。

### 离去基团
离去基团在有机偶联反应常为溴、碘或三氟甲磺酰基。有机氯化物相对这些离去基团更廉价易得，故氯是较理想的离去基团。与之反应的有机金属化合物还有锡、锌或硼。

### 操作条件
虽然大多偶联反应涉及的试剂都对水和空气极其敏感，但不可认为所有有机偶联反应需要绝对的无水无氧条件。有些有机钯介导的反应就可在水溶液中，用三苯基膦和硫酸制备的磺化膦试剂反应。总体来讲，大多这类反应都藉不饱和金属络合物反应，而这些络合物都不满足18共价电子的稳定结构，故空气中的氧气能影响偶联反应。

## 类型
常见偶联反应有：
| 反应名称                                      | 发现年代 | 反应物A     | 反应物A      | 反应物B  | 反应物B  | 类型 | 催化剂 | 备注                   | 备注 |
| 武兹反应（Wurtz reaction）                    | 1855     | R－X        | sp³          | R－X     | sp³      | 自身 |        | 以鈉消除反应物的卤原子 |      |
| 格拉泽偶联反应（Glaser coupling）             | 1869     | RC≡CH       | sp           | RC≡CH    | sp       | 自身 | Cu     | 氧气作H受体            |      |
| 乌尔曼反应（Ullmann reaction）                | 1901     | Ar－X       | sp²          | Ar－X    | sp²      | 自身 | Cu     | 高温                   |      |
| 冈伯格－巴克曼反应                            | 1924     | Ar－H       | sp²          | Ar－N2X  | sp²      | 自身 |        | 需碱参与               |      |
| Cadiot－Chodkiewicz偶联反应                   | 1957     | RC≡CH       | sp           | RC≡CX    | sp       | 交叉 | Cu     | 需碱参与               |      |
| Castro－Stephens偶联反应                      | 1963     | RC≡CH       | sp           | Ar－X    | sp²      | 交叉 | Cu     |                        |      |
| 吉尔曼试剂偶联反应（Gilman reagent coupling） | 1967     | R2CuLi      |              | R－X     |          | 交叉 |        |                        |      |
| Cassar反应                                    | 1970     | 烯烃        | sp²          | R－X     | sp³      | 交叉 | Pd     | 需碱参与               |      |
| 熊田偶联反应（Kumada coupling）               | 1972     | Ar－MgBr    | sp²／sp³     | Ar－X    | sp²      | 交叉 | Pd或Ni |                        |      |
| 赫克反应（Heck reaction）                     | 1972     | 烯烃        | sp²          | R－X     | sp²      | 交叉 | Pd     | 需碱参与               |      |
| 薗头偶联反应（Sonogashira coupling）          | 1975     | RC≡CH       | sp           | R－X     | sp³／sp² | 交叉 | Pd和Cu | 需碱参与               |      |
| 根岸偶联反应（Negishi coupling）              | 1977     | R－Zn－X    | sp³／sp²／sp | R－X     | sp³／sp² | 交叉 | Pd或Ni |                        |      |
| 施蒂勒反应（Stille coupling）                 | 1978     | R－SnR3     | sp³／sp²／sp | R－X     | sp³／sp² | 交叉 | Pd     |                        |      |
| 铃木反应（Suzuki reaction）                   | 1979     | R－B(OR)2   | sp²          | R－X     | sp³／sp² | 交叉 | Pd     | 需碱参与               |      |
| Hiyama偶联反应                                | 1988     | R－SiR3     | sp²          | R－X     | sp³／sp² | 交叉 | Pd     | 需碱参与               |      |
| Buchwald–Hartwig偶联反应                      | 1994     | R2N－R SnR3 | sp           | R－X     | sp²      | 交叉 | Pd     | N－C偶联反应           |      |
| 福山偶联反应（Fukuyama coupling）             | 1998     | RCO(SEt)    | sp2          | R－Zn－I | sp3      | 交叉 | Pd     |                        |      |
| 偶联反应一览. 参考文献见子页面                |          |             |              |          |          |      |        |                        |      |

## 杂项反应
一种基于芳基卤代烃和全氟代苯的钯－催化偶联反应由基思·法纽（Keith Fagnou）和其同事所报道。对于这种缺电子的芳环来讲，这类官能团化反应很不寻常。

## 应用
许多偶联反应已经广泛的应用于制药工业和相关的工业原料。